# آراکاخو
آراکاخو (به پرتغالی: Aracaju) یک سکونتگاه مسکونی در برزیل است که در سرژیپه واقع شده‌است.

## خصوصیات
آراکاخو ۱۸۱٫۸۵۷ کیلومترمربع مساحت و ۶۱۴٬۵۷۷ نفر جمعیت دارد و ۴ متر بالاتر از سطح دریا واقع شده‌است.